# Trochitendina
Trochitendina es un género de foraminífero bentónico considerado un sinónimo posterior de Recurvoides de la subfamilia Recurvoidinae, de la familia Ammosphaeroidinidae, de la superfamilia Recurvoidoidea, del suborden Lituolina y del orden Lituolida. Su especie tipo era Recurvoides scherkalyensis. Su rango cronoestratigráfico abarcaba el Jurásico superior.

## Discusión
Clasificaciones previas incluían Trochitendinaen la familia Haplophragmoididae y superfamilia Lituoloidea, así como en el suborden Textulariina del orden Textulariida, o en el orden Lituolida sin diferenciar el suborden Lituolina.

## Clasificación
Trochitendina incluía a la siguiente especie:
- Trochitendina scherkalyensis †